# Onuimo
Onuimo é uma Área de Governo Local de Imo (estado), Nigéria. Sua sede está na cidade de Okwe. É o lar de nigerianos muito proeminentes, como o Embaixador Obi Adim, o sempre influente agrimensor imobiliário dinâmico; Prof.James Gaius Ibe-treinado nos Estados Unidos e professor titular de economia, finanças e administração de empresas, Dr Dennis Ndububa- um graduado da UNN com cerca de 40 anos de prática profissional como médico; Dr. Victor Ndububa; Dr. Christian Egemba; Dr. Kaunda Ibe-Consultor de Neurocirurgia na Universidade Estadual de Imo, leciona no Hospital de Orlu Imo (estado); Dr. Geraldine Echue-vencedor na competição global Química; Taiwo Damilola também serviu lá. Também o autor e escritor americano Dreux Richard reside em Okwe para completar sua escrita quando na Nigéria.
Tem uma área de 87 km² e uma população de 99.247 no recenseamento de 2006. O código postal da área é 470.